# فرنتس زنته
فرنتس زنته (مجاری: Ferenc Zenthe؛ ۲۰ آوریل ۱۹۲۰ – ۳۰ ژوئیهٔ ۲۰۰۶) بازیگر اهل مجارستان بود.
از جمله آثار او می‌توان به مجموعهٔ تلویزیونی همسایه‌ها اشاره کرد.
وی همچنین برندهٔ جوایزی همچون جایزه کشوت شده‌است.